# إدارة الألوان

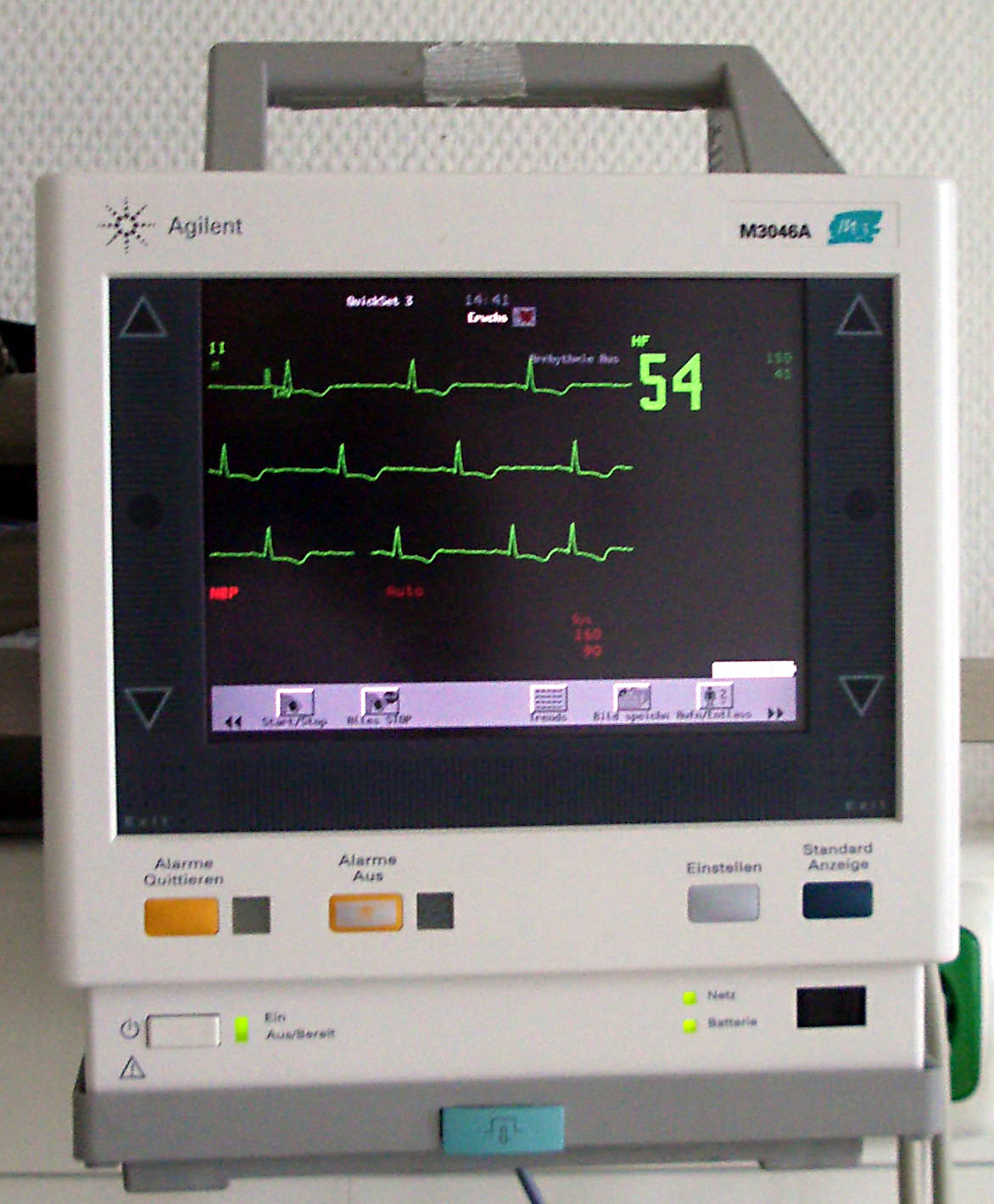
شاشة الحاسوب الطبية وبها لون أخضر

إدارة الألوان (بالإنجليزية: color management)‏ في أنظمة التصوير الرقمي (digital imaging) هي التحويل المراقب والمضبوط لتمثيل وتوليد الألوان في مختلف الأجهزة، مثل الماسحات الضوئية، وآلات التصوير الرقمية، وشاشات الحاسوب والرائي، وطابعات الأفلام، وطابعات الحواسيب، وطباعة الأوفسيت، والوسائط المستخدمة لهذا الغرض.
الهدف الأول من إدارة الألوان هو الوصول إلى مضاهاة جيدة للألوان في مختلف الأجهزة، كعرض مقطع من الفيديو بنفس الألوان على شاشة الكرستال السائل، أو شاشة بلازما أو صورة مطبوعة من الفيلم. تساعد إدارة الألوان على الحصول على المظهر ذاته في جميع هذه الأجهزة، وتزويدنا بالأجهزة القادرة على إعطائنا الشدة اللونية المطلوية.
وقد أنجزت أجزاء من هذه التقنية في أنظمة التشغيل، والمكتبات المساعدة، والتطبيقات، والأجهزة. وفكرة متعدد المنصات لإدارة الألوان هي استخدام نظام لإدارة الألوان متوافق مع الاتحاد الدولي للألوان (International Color Consortium). فالاتحاد الدولي للألوان هو اتحاد عرّف معيارًا لنظام مقارنة الألوان (Color Matching Module) على مستوى نظام التشغيل، وبروفيلات الألوان (Color profiles) للأجهزة.
كما أن هناك عدة طرق أخرى لإدارة الألوان عدا استخدام بروفيلات الاتحاد الدولي للألوان. ويعود ذلك إلى الناحية التاريخية من جهة، وإلى احتياجات أخرى لا تغطيها البروفيلات من جهة أخرى. ولقد استعانت صناعات الأفلام بمفاهيم مشابهة، ولكنها غالبا ما تعتمد على حلول أخرى. فصناعة الأفلام حاليا تستخدم (3D LUT) لتوصيف الألوان. وعلى مستوى المستهلك، تطبق إدارة الألوان على الصور أكثر منها على الفيديو حيث تبقى إدارة الألوان في مراحلها الأولى.

## نظرة عامة
التمييز: يتطلب كل جهاز مُدار بالألوان جدولًا مخصصًا، أو «ملف تعريف لون»، يميز استجابة اللون لذلك الجهاز.
التوحيد: يصف كل ملف تعريف هذه الألوان بالنسبة إلى مجموعة قياسية من الألوان المرجعية «مساحة اتصال ملف التعريف».
الترجمة: تستخدم البرامج المُدارة بالألوان ملفات التعريف القياسية لترجمة اللون من جهاز إلى آخر. يُنفذ ذلك عادةً بواسطة وحدة إدارة الألوان.(CMM)

## المعدات

### التوصيف
لوصف سلوك أجهزة الإخراج المختلفة، يجب قياسها فيما يتعلق بمساحة الفضاء اللوني. غالبًا ما تُنفذ خطوة تسمى التحويل الخطي أولًا، للتراجع عن تأثير تصحيح «جاما» الذي أُجري للحصول على أقصى استفادة من مسارات الألوان المحدودة ذات 8 بت. تشمل الأدوات المستخدمة لقياس ألوان الجهاز: مقاييس الألوان ومقاييس الضوء الطيفي. كنتيجةً وسيطة، توصف سلسلة اللونية في شكل بيانات قياس مبعثرة. يُطلق على تحويل بيانات القياس المتناثرة إلى نموذج أكثر انتظامًا، يمكن استخدامه بواسطة التطبيق، التنميط. التنميط عملية معقدة تتضمن الرياضيات والحساب المكثف والحكم والاختبار والتكرار. بعد الانتهاء من التنميط، يُنشأ وصف لون مثالي للجهاز. هذا الوصف يسمى ملف التعريف.

#### المعايرة
المعايرة تشبه التوصيف، لكنها قد تشمل تعديل الجهاز، بدلًا من مجرد قياس الجهاز. يتم أحيانًا تجنب إدارة الألوان بمعايرة الأجهزة لمساحة ألوان قياسية شائعة مثل (sRGB)، عند إجراء هذه المعايرة جيدًا كفاية، فلا حاجة إلى ترجمات لونية لجعل جميع الأجهزة تتعامل مع الألوان باستمرار. كان تجنب تعقيد إدارة الألوان أحد أهداف تطوير (sRGB)